# Radim Polčák
Radim Polčák (* 18. června 1978 Brno) je český právník, vysokoškolský učitel na Právnické fakultě Masarykovy univerzity v Brně, kde působí jako profesor teorie práva.  V září 2019 se stal prorektorem univerzity pro rozvoj, legislativu a informační technologie.

## Život
V roce 2002 vystudoval právo a právní vědu na Právnické fakultě Masarykovy univerzity a o rok později získal titul JUDr. V roce 2005 absolvoval doktorské studium, habilitoval se v roce 2012 a profesorem v oboru teorie práva byl jmenován v červnu 2022.
Je vedoucím Ústavu práva a technologií Právnické fakulty MU. Jako host pravidelně přednáší na právnických fakultách a justičních vzdělávacích institucích v Evropě, USA a Austrálii; zabývá se převážně právními souvislostmi vývoje a použití informačních technologií; založil stálou mezinárodní konferenci Cyberspace, stálou národní konferenci České právo a informační technologie, odborné časopisy Masaryk University Journal of Law and Technology a Revue pro právo a technologie a vede pozorovatelské delegace Ústavu práva a technologií PrF MU při UNCITRAL a UNODC; je rozhodcem tribunálu pro doménová jména .eu a .cz při RS HKAK, zakládajícím členem European Academy of Law and ICT, zakládajícím členem European Law Institute a členem odborných orgánů akademických a profesních společností v Evropě, Asii a Austrálii zaměřených především na problematiku informačních práv, práva informačních technologií, kyberbezpečnosti a kyberobrany. Významně se podílel na vzniku a vývoji právního a institucionálního řešení české a evropské kyberbezpečnosti; v letech 2017 a 2018 působil jako zvláštní poradce Evropské komise pro robotiku a ochranu dat. Od roku 2020 je členem správní rady CyberSecurity Hub, zapsaného ústavu založeného MU, ČVUT a VUT, od roku 2022 je národním expertem za ČR v organizaci Globální partnerství pro umělou inteligence AI (GPAI) a členem Digitálního týmu ČR (poradní sbor místopředsedy vlády pro digitalizaci).
V květnu 2022 byl jmenován členem Legislativní rady vlády. Publikoval přes 150 odborných článků, kapitol a monografií především v oboru práva informačních technologií, právní teorie a právní filozofie a vedl přes 20 evropských, národních a mezinárodních projektů primárního a aplikovaného výzkumu.